# James George Semple Lisle
O major James George Semple Lisle nasceu em Irvine, Escócia no ano de 1759. Filho de James Lisle que reclamou o direito ao extinto título de visconde de Lisle, foi um dos grandes aventureiros do século XVIII. Casou-se com uma neta da duquesa de Kingston.
Deportado para a Austrália, em 1798 embarcou no navio Lady Shore, o qual sofreu um motim na costa brasileira. Foi abandonado em um barco em alto mar, junto com 28 outros passageiros (incluindo John Black) - poucos dias depois foram resgatados por outro barco e levados para Rio Grande, onde permaneceu por alguns meses. Viajou a cavalo, com Johan Black, até a ilha de Santa Catarina, sobre a qual escreveu algumas página em sua obra literária.
Faleceu na prisão de Tothill Fields, após a publicação da primeira edição de sua obra, em 1799.